# Davy Crockett
Davy Crockett, David Crockett ou David de Crocketagne (Greene County, Tennessee, 17 de agosto de 1786 - San Antonio, Texas, 6 de março de 1836) foi um político, militar, herói nacional estadunidense e um caçador de ursos, famoso por sua precisão extraordinária no uso de rifle. Representou o Tennessee na Câmara dos Representantes dos Estados Unidos, serviu durante a Revolução do Texas e morreu na batalha do Alamo.
Ele é comumente referido na cultura popular pelo epíteto "Rei da Fronteira Selvagem". 

## Vida
Crockett cresceu no leste do Tennessee, onde ganhou reputação como caçador e contador de histórias. Ele foi feito coronel na milícia do condado de Lawrence, Tennessee e foi eleito para a legislatura do estado do Tennessee em 1821. Em 1827, ele foi eleito para o Congresso dos Estados Unidos, onde se opôs veementemente a muitas das políticas do presidente Andrew Jackson, especialmente a Lei de Remoção de Índios. A oposição de Crockett às políticas de Jackson levou à sua derrota nas eleições de 1831. Ele foi reeleito em 1833, e em seguida perdeu por pouco em 1835, o que levou a sua irada partida para o Texas (então estado mexicano de Tejas) logo depois. No início de 1836, ele participou da Revolução do Texas e provavelmente foi executado na Batalha do Álamo após ser capturado pelo Exército mexicano.
 

Crockett tornou-se famoso durante sua vida por façanhas extraordinárias popularizadas por peças de teatro e almanaques. Após sua morte, ele continuou a receber o crédito de atos de proporções míticas. Isso levou, no século XX, a retratos na televisão e no cinema, e ele se tornou um dos mais conhecidos heróis folclóricos estadunidense.